# NGC 4233
NGC 4233 ist eine linsenförmige Galaxie vom Hubble-Typ SB0 im Sternbild Jungfrau am Nordsternhimmel. Sie ist schätzungsweise 100 Millionen Lichtjahre von der Milchstraße entfernt und hat einen Durchmesser von etwa 75.000 Lichtjahren. Die Galaxie ist unter der Katalognummer VCC 220 als Teil Des Virgo-Galaxienhaufens gelistet.

Im selben Himmelsareal befinden sich u. a. die Galaxien NGC 4224, NGC 4235, NGC 4224, IC 3113.

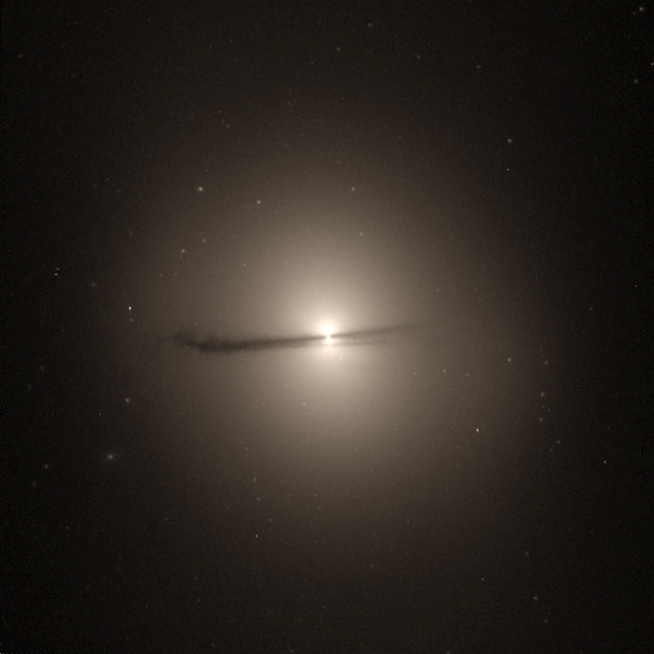
Detailaufnahme des Zentrums und der Staubscheibe von NGC 4233 mithilfe des Hubble-Weltraumteleskops

Das Objekt wurde am  28. Dezember 1785 von dem Astronomen William Herschel mit Hilfe seines 18,7 Zoll-Spiegelteleskops entdeckt.